# Stephanie Au
Pour les articles homonymes, voir Au.
Stephanie Au Hoi-shun (chinois : 歐鎧淳 ; cantonais Jyutping : au hoi-seon), née le 30 mai 1992 à Hong Kong, est une nageuse hongkongaise spécialiste de la nage libre et du dos.

## Jeunesse
Elle a fait ses études à l'Université de Californie à Berkeley où elle obtient un diplôme en économie et politique environnementale. Après son diplôme, malgré des propositions reçue aux États-Unis, elle décide de retourner vivre à Hong Kong.
En plus de sa carrière sportive, elle apparaît dans plusieurs films et des campagnes publicitaires.

## Carrière
Elle fait ses débuts internationaux lors des Jeux d'Asie du Sud-Est de 2009 où elle remporte le bronze sur le 400 m et le 800 m nage libre.
Stephanie Au participe à trois olympiades différentes entre 2008 et 2016. À Pékin en 2008, elle nage le 200 m, le 400 m et le 800 m nage libre. Sur le 200 m, elle termine sa course 2 min 0 s 85, ce qui la place à la troisième place de sa série mais ne lui permet pas de se qualifier pour les demi-finales. Finissant également 3e de sa série sur le 400 m en 4 min 14 s 82, elle ne passe pas le stade des qualifications. Sur le 800 m, elle remporte sa série en 8 min 41 s 66.
Aux Jeux olympiques d'été de 2012, Stephanie Au se qualifie pour le 100 m et le 200 m dos où elle termine 39e sur 45 concurrentes en 1 min 4 s 31 sur la première course et 36e sur 37 nageuses en 2 min 18 s 47 sur la seconde.
En 2015, elle remporte une médaille de bronze sur le 50 m dos aux Universiade à Gwangju.
Lors des Jeux de Rio de Janeiro, elle n'est sélectionnée que pour participer au relais 4 × 100 m 4 nages hongkongais - composé de Yvette Kong, Sze Hang Yu et Camille Cheng - qui termine 8e et dernier de sa série en 1 min 1 s 55. Cette année-là, elle est également nommée porte-drapeau pour la cérémonie d'ouverture.
Aux Jeux asiatiques de 2018, Stephanie Au est membre du relais 4 × 100 m nage libre qui se nage le 19 août. Avec Camille Cheng, Tam Hoi-lam et Sze Hang Yu, elle remporte la médaille de bronze en 3 min 41 s 21 derrière les Japonaises (3 min 36 s 52) et les Chinoises (3 min 36 s 78). Le relais 4 × 100 m 4 nages composé de Cheng, Au, Jamie Yeung et Chan Kin-lok termine quatrième de la course. Quelques minutes après la fin de la course, les équipes chinoise et sud-coréenne, alors deuxième et troisième, sont disqualifiées pour prise de relais trop rapide. Le relais hongkongais monte finalement sur le deuxième marche du podium.
Le 11 août 2019, Stephanie Au égale son record sur le 100 m dos lors des Hong Kong Open Championships et rate de peu la qualification 'A' pour les Jeux olympiques de 2020. Quelques jours plus tard, à la FINA World Cup de Singapour, elle nage son 100 m dos en 1 min 0 s 22 et réussit à passer sous le temps qualificatif pour les Jeux de 1 min 0 s 25. Elle termine 3e de la course derrière l'Australienne Emily Seebohm et la Hongroise Katinka Hosszú et bat ainsi le record de Hong Kong de la distance.

## Palmarès
| Date | Compétition                           | Lieu           | Place | Course               |
| ---- | ------------------------------------- | -------------- | ----- | -------------------- |
| 2009 | Jeux de l'Asie de l'Est               | Hong Kong      | 3e    | 200 m nage libre     |
| 2009 | Jeux de l'Asie de l'Est               | Hong Kong      | 3e    | 400 m nage libre     |
| 2009 | Jeux de l'Asie de l'Est               | Hong Kong      | 2e    | 4 × 100 m nage libre |
| 2009 | Jeux de l'Asie de l'Est               | Hong Kong      | 2e    | 4 × 200 m nage libre |
| 2010 | Jeux asiatiques                       | Canton         | 3e    | 4 × 100 m nage libre |
| 2010 | Jeux asiatiques                       | Canton         | 3e    | 4 × 200 m nage libre |
| 2012 | Jeux olympiques                       | Londres        | 39e   | 100 m dos            |
| 2012 | Jeux olympiques                       | Londres        | 36e   | 200 m dos            |
| 2013 | Championnats du monde                 | Barcelone      | 13e   | 50 m dos             |
| 2013 | Universiade                           | Kazan          | 7e    | 50 m dos             |
| 2013 | Universiade                           | Kazan          | 8e    | 100 m dos            |
| 2014 | Jeux asiatiques                       | Incheon        | 6e    | 50 m dos             |
| 2014 | Jeux asiatiques                       | Incheon        | 6e    | 100 m dos            |
| 2014 | Jeux asiatiques                       | Incheon        | 3e    | 4 × 100 m nage libre |
| 2014 | Jeux asiatiques                       | Incheon        | 3e    | 4 × 200 m nage libre |
| 2014 | Jeux asiatiques                       | Incheon        | 3e    | 4 × 100 m 4 nages    |
| 2015 | Universiade                           | Gwangju        | 2e    | 50 m dos             |
| 2016 | Jeux olympiques                       | Rio de Janeiro | 14e   | 4 × 100 m 4 nages    |
| 2018 | Jeux asiatiques                       | Jakarta        | 8e    | 50 m nage libre      |
| 2018 | Jeux asiatiques                       | Jakarta        | 6e    | 50 m dos             |
| 2018 | Jeux asiatiques                       | Jakarta        | 3e    | 4 × 100 m nage libre |
| 2018 | Jeux asiatiques                       | Jakarta        | 2e    | 4 × 100 m 4 nages    |
| 2018 | Championnats du monde en petit bassin | Hangzhou       | 7e    | 4 × 100 m nage libre |

## Records personnels
| Course    | Temps         | Lieu      | Date         | Note |
| --------- | ------------- | --------- | ------------ | ---- |
| 100 m dos | 1 min 00 s 22 | Singapour | 12 août 2019 | NR   |